# Matylda Pešková
Matylda Marie Pešková (též německy Mathilde Peschke; 14. března 1834 Praha-Staré Město – 11. července 1904 Kuřívody u Ralska) byla česká pedagožka, překladatelka, ředitelka školy, spolková činovnice, sufražetka a feministka, zakladatelka první soukromé dívčí školy v Praze a jedné z prvních v Rakouském císařství. Spolupracovala s předními osobnostmi českého ženského emancipačního hnutí, jako byli například Karolína Světlá či Sofie Podlipská.

## Život

### Mládí

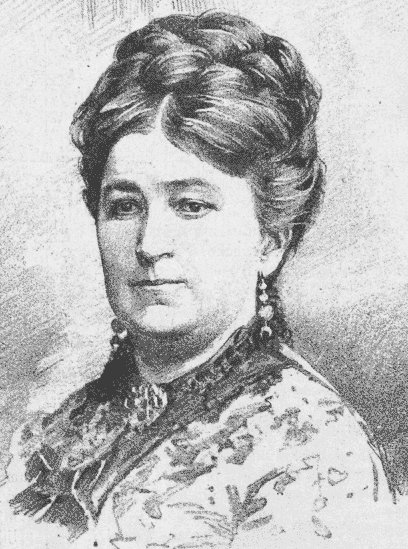
Eleanora (Eliška) Pešková, herečka, sestra Matyldy Peškové (kresba J. R. Vilímka, 1883)

Pocházela z dvojjazyčné rodiny hostinského z Platnéřské ulice v Praze. Její otec byl Němec, rodák z Vratislavi, usazený v Praze. Její matka byla Češka. Přes léto měl otec pronajatou restauraci u německého divadla v Karlových Varech. Její sestrou byla pozdější herečka pražského Národního divadla Eliška Pešková, hrající i u Josefa Kajetána Tyla, jejím švagrem byl pak režisér a divadelní principál Pavel Švanda ze Semčic. Jako emancipovaná mladá žena se rozhodla stát učitelkou. Toto povolání bylo v té době spojeno s příslibem celibátu, Pešková tedy zůstala svobodná. Byla žákyní učitelky Eleonory Jonákové, která byla jejím celoživotním vzorem. Naučila se anglicky, francouzsky či latinsky. Následně začala vykonávat učitelskou praxi.

### Pedagogika

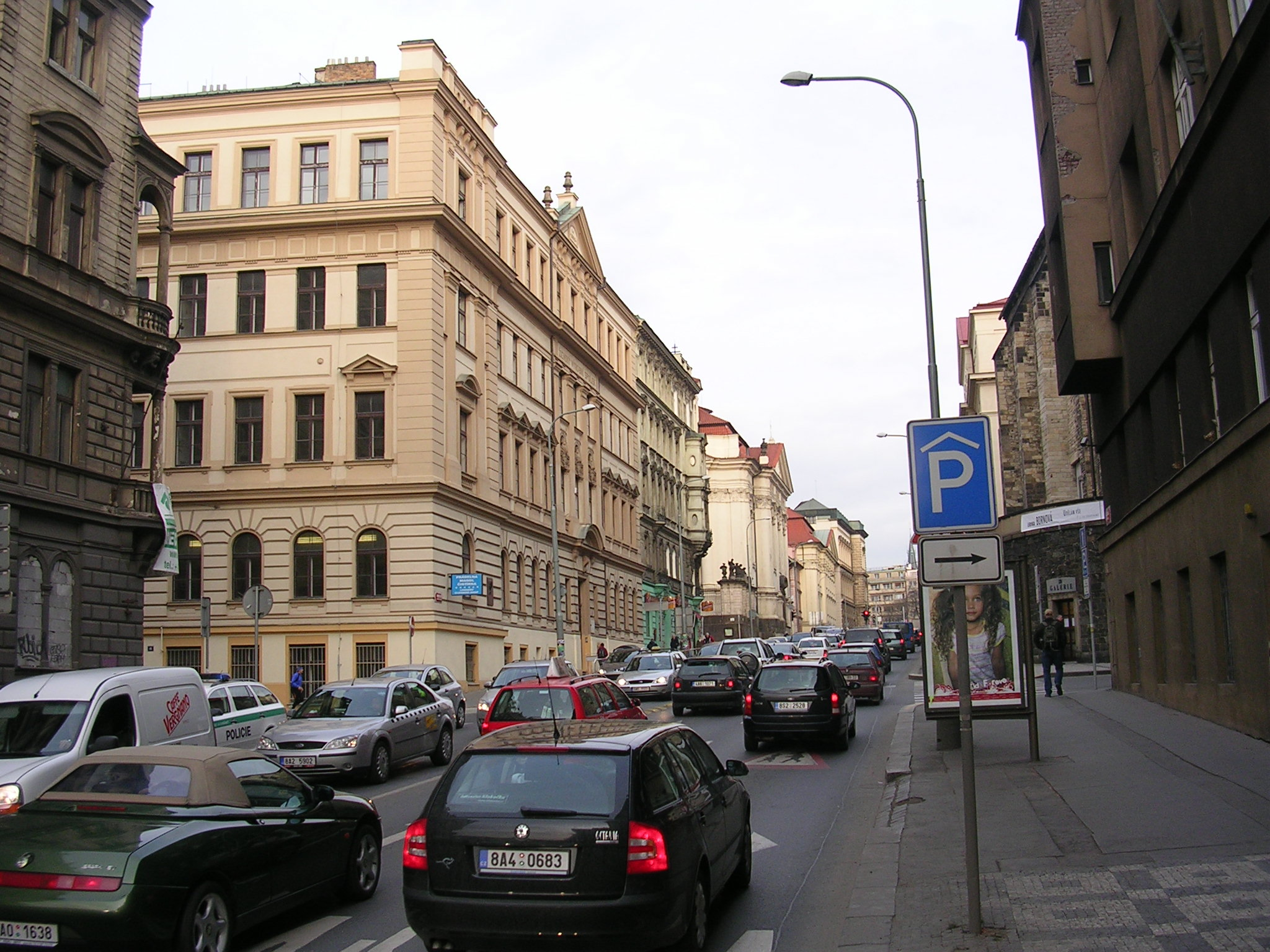
Nová nárožní budova Ženského výrobního spolku českého z roku 1896, Resslova 5, Praha

Roku 1861 zřídila Matylda Pešková v Praze vlastní soukromou dívčí školu a internát, jako první takový ústav v Praze. Škola dosahovala věhlasu, vyučoval zde mimo jiné také spisovatel Alois Jirásek. Pešková v dalších letech zřídila mateřskou a nižší obecnou smíšenou školu na Václavském náměstí, tedy výrazně české části města.
Roku 1871 se Bártová podílela spolu s Karolínou Světlou, Emílií Bártovou či Věnceslavou Lužickou na vzniku tzv. Ženského výrobního spolku českého. Ten si dal za cíl zaopatřit zejména, také válečné, vdovy a matky samoživitelky, které po ztrátě manžela nebyly schopny zajistit sobě, případně rodině, obživu a často tak upadaly do chudoby. Z gesce spolku byla tedy pro tyto ženy otevřena řemeslná a obchodní škola. Výuka nejprve probíhala v budově bývalé obecné školy u kostela Nejsvětější Trojice ve Spálené ulici. První předsedkyní spolu byla Karolína Světlá, kterou pak vystřídala Emílie Bártová. Roku 1896 vyrostla nová budova spolku v Resslově ulici na Novém Městě.
Matylda Pešková silně sympatizovala s českou národní myšlenkou a čile se zapojovala do veřejného a spolkového života. Spoluorganizovala řadu přednášek, pořádaných Vojtou Náprstkem a ženským spolkem Americký klub dam, jehož byla členkou. 30. listopadu 1867 byla spolu se Sofií Podlipskou a dalšími českými vlastenkami odsouzena na 48 hodin vězení za účast na pochodu na Bílou horu připomínající bitvu na Bílé hoře.
Překládala rovněž cizojazyčné texty, především z francouzštiny, včetně divadelních her, díky své sestře měla k divadlu blízko. Přeložila mimo jiné texty francouzských dramatiků Eugène Labiche, Théodora Barrièra či Julese Barbiera.

### Úmrtí
Matylda Pešková zemřela 11. července 1904 v Kuřívodech u Ralska ve věku 70 let (některé zdroje uvádějí datum úmrtí 10. července) a byla pohřbena na Olšanských hřbitovech. Ve stejném hrobě je pohřben také herec a rozhlasový moderátor Adolf Dobrovolný a operní pěvec Jakub Schwarz.